# Kościół św. Jana Ewangelisty w Sigmaringen
Kościół św. Jana Ewangelisty (niem. St. Johannes Evangelist lub w skrócie St. Johann) – rzymskokatolicka, barokowa świątynia parafialna znajdująca się w niemieckim mieście Sigmaringen.

## Historia
Kościół wybudowano na miejscu kaplicy zamkowej, wzmiankowanej w roku 1359, oraz trzech innych świątyń. W 1756 ówczesny proboszcz napisał petycję do wikariatu generalnego w Konstancji z prośbą o rozbiórkę starego kościoła i budowę nowego z powodu zniszczenia budynku. Prace budowlane rozpoczęto w kwietniu 1757 roku, motywowane były one również chęcią stworzenia odpowiedniego miejsca kultu dla św. Fidelisa z Sigmaringen. Zimą 1757/1758 budynek ukończono w stanie surowym. Dekoracje sztukaterskie wykonał Johann Jakob Schwarzmann, ołtarze – Johann Michael Feuchtmayer, rzeźby – Johann Georg Weckenmann, a freski – Andreas Meinrad von Ow. W 1762 zainstalowano organy autorstwa Johanna Baptista Hobsa II. 16 sierpnia 1763 roku świątynię konsekrował biskup pomocniczy Konstancji Franz Karl Josef Fugger Graf von Kirchberg und Weißenhorn.
Podczas dwóch renowacji z lat 1846–1847 i 1888 część fresków pobielono oraz usunięto sztukaterie Schwarzmanna. W 1860 książę Karol Antoni Hohenzollern-Sigmaringen podarował cztery witraże z wizerunkami patronów swoich czterech synów. W 1908 zainstalowano nowe organy. W 1936 świątynię odrestaurowano, freski oczyszczono, wymieniono witraże z 1860, zainstalowano rzeźbę św. Jana Ewangelisty dłuta Paula Tönnesa, a na północnej ścianie wieży wypisano nazwiska mieszkańców miasta, którzy zginęli podczas I wojny światowej. W 1952 zainstalowano tablicę upamiętniającą ofiary II wojny światowej, a podczas kolejnej restauracji w 1959 odtworzono sztukaterię. W latach 1981–1982 odremontowano elewacje, a w latach 1986–1988 – wnętrze kościoła. 1 października 1995 poświęcono nowe organy, które wmontowano w starą szafę organową.

## Architektura i wyposażenie
Świątynia barokowa, jednonawowa. Do nawy dostawione są dwie kaplice boczne, północna poświęcona jest św. Fidelisowi, a południowa – św. Janowi Nepomucenowi. W ołtarzu głównym zainstalowano obraz Chrystusa Ukrzyżowanego w otoczeniu Maryi i Jana Ewangelisty. Na sklepieniu prezbiterium widnieje fresk z motywem ostatniej wieczerzy. Sklepienie nawy dekoruje z kolei scena przejścia św. Fidelisa przez bramy niebios, gdzie przyjmuje go św. Meinrad z Einsiedeln. W prezbiterium ustawione są dziewięciogłosowe organy, wykonane w 1773 roku w warsztacie Conrada Keppnera w Hechingen, odrestaurowane w 1992 przez przedsiębiorstwo Stehle Orgelbau z Haigerloch. Organy na emporze zostały wykonane w 1995 roku przez alzackie przedsiębiorstwo Manufacture d’Orgues Kœnig, wmontowano je w starą szafę organową. Na wieży kościoła zawieszonych jest sześć brązowych dzwonów, dwa służą do wybijania pełnych godzin, a cztery inne – kwadransów. Prócz nich na wieży znajduje się również XIII-dzwon zwany Fidelisem, napędzany ręcznie.
| Nr | Waga    | Średnica | Ton  | Rok odlania | Ludwisarnia                         |
| -- | ------- | -------- | ---- | ----------- | ----------------------------------- |
| 7  | 190 kg  | 63 cm    | as"  | XII wiek    | nieznana                            |
| 6  | 360 kg  | 84,5 cm  | b'   | 1950        | Grüninger, Villingen                |
| 5  | 550 kg  | 95,5 cm  | as'  | 1621        | J. Folmer (II), Biberach an der Riß |
| 4  | 600 kg  | 100 cm   | ges' | 1950        | Grüninger, Villingen                |
| 3  | 1100 kg | 122 cm   | es'  | 1950        | Grüninger, Villingen                |
| 2  | 1700 kg | 139 cm   | des' | 1950        | Grüninger, Villingen                |
| 1  | 2600 kg | 163 cm   | b0   | 1950        | Grüninger, Villingen                |

## Galeria

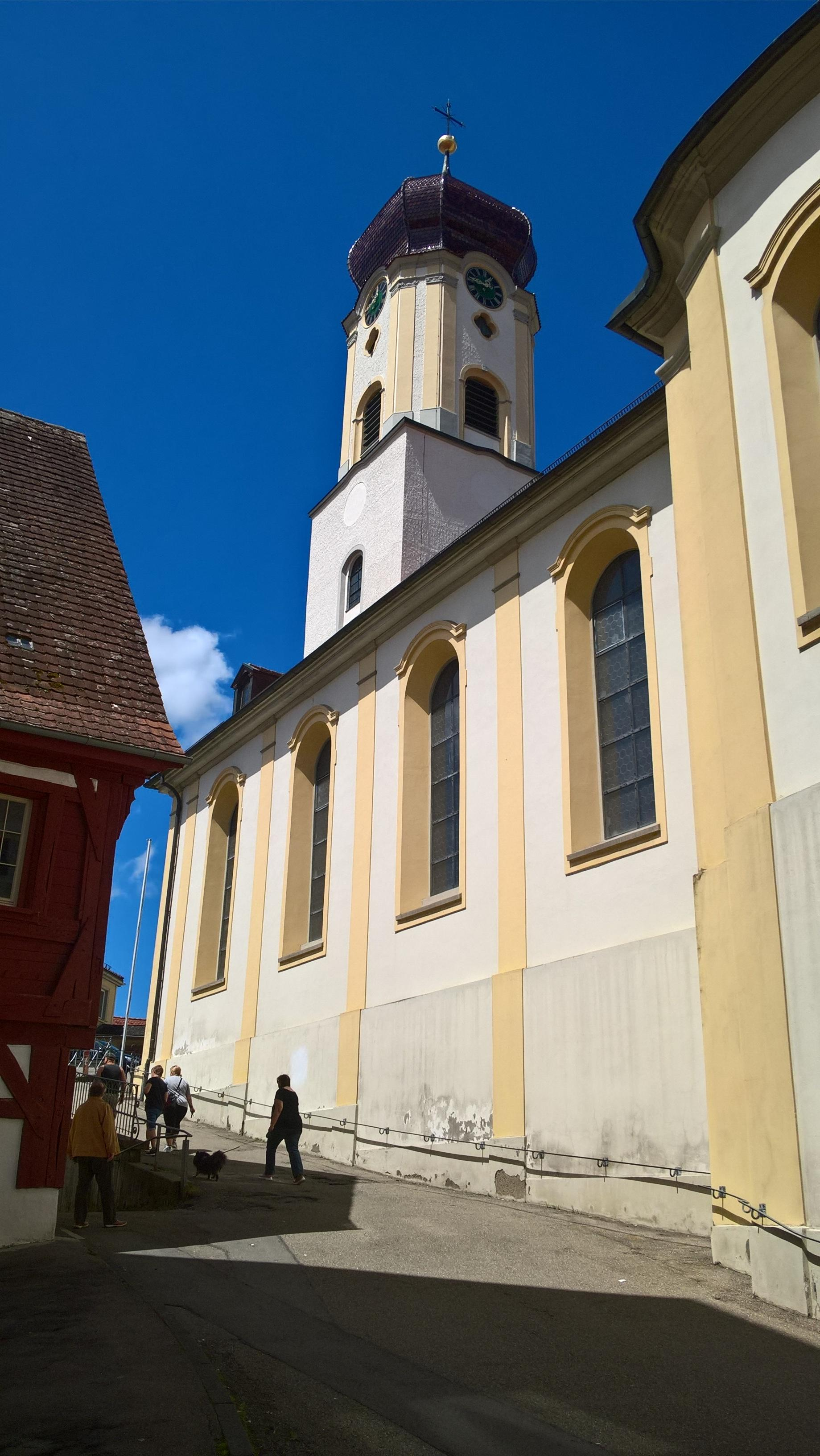
Południowa elewacja
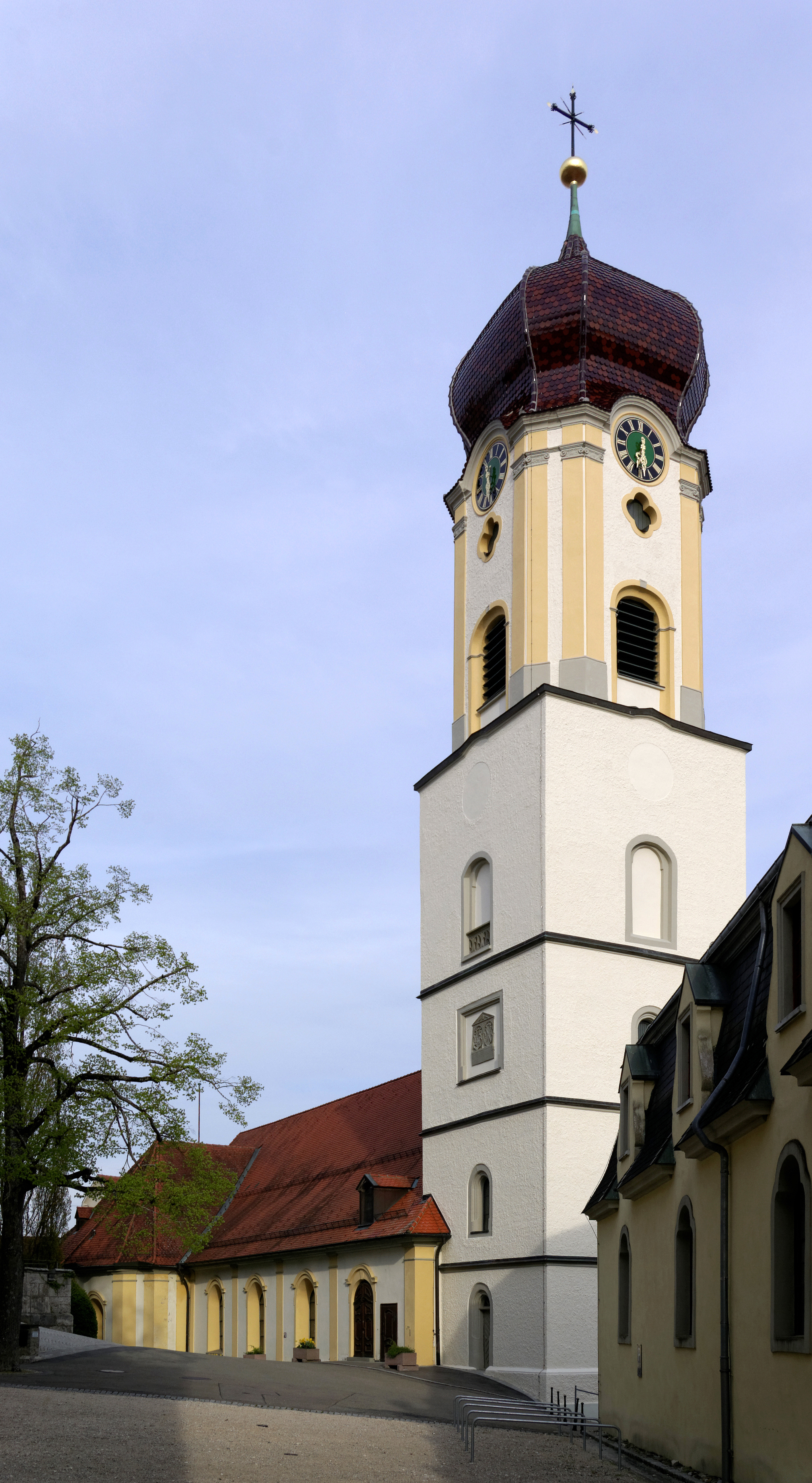
Widok z zachodu
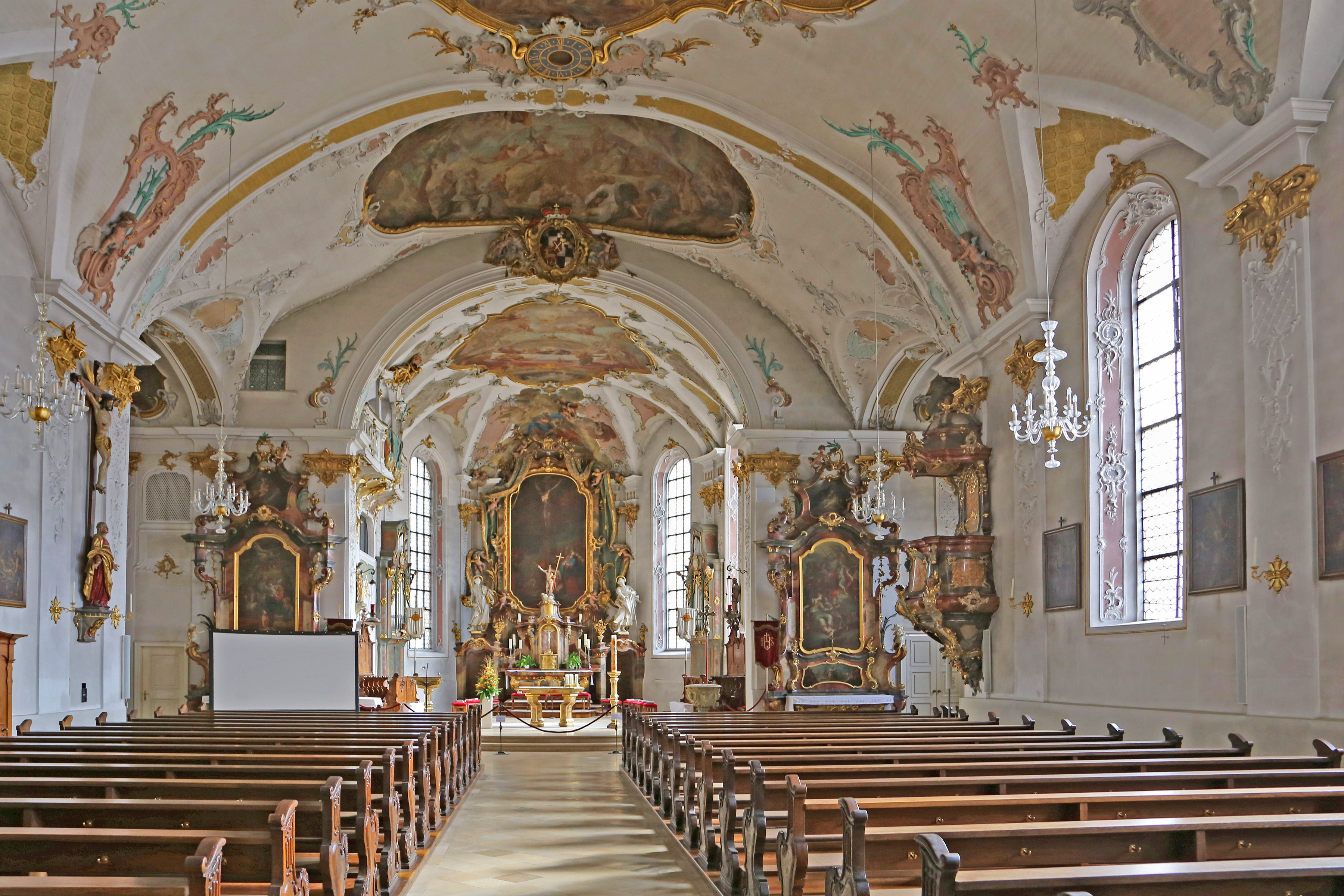
Wnętrze
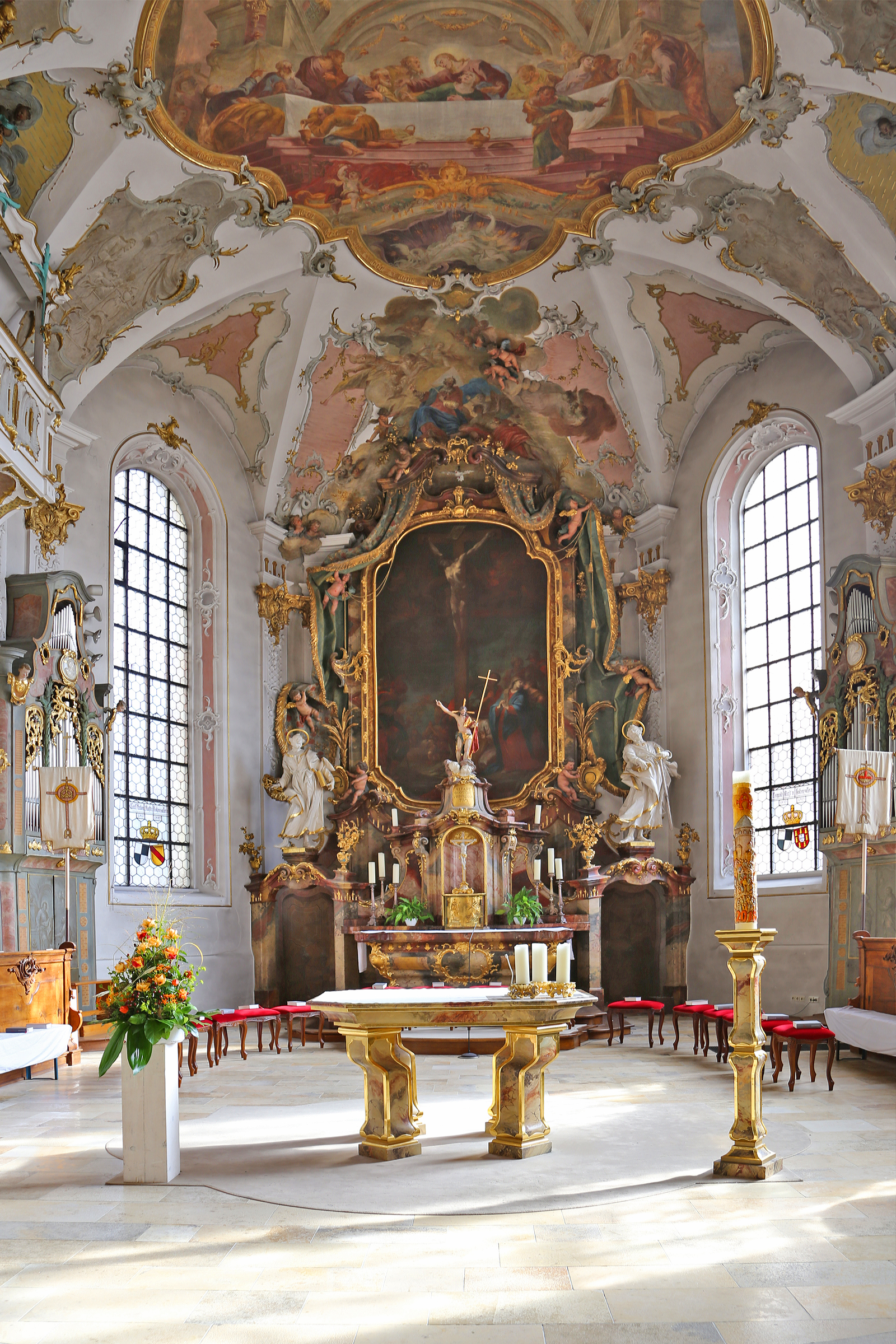
Prezbiterium
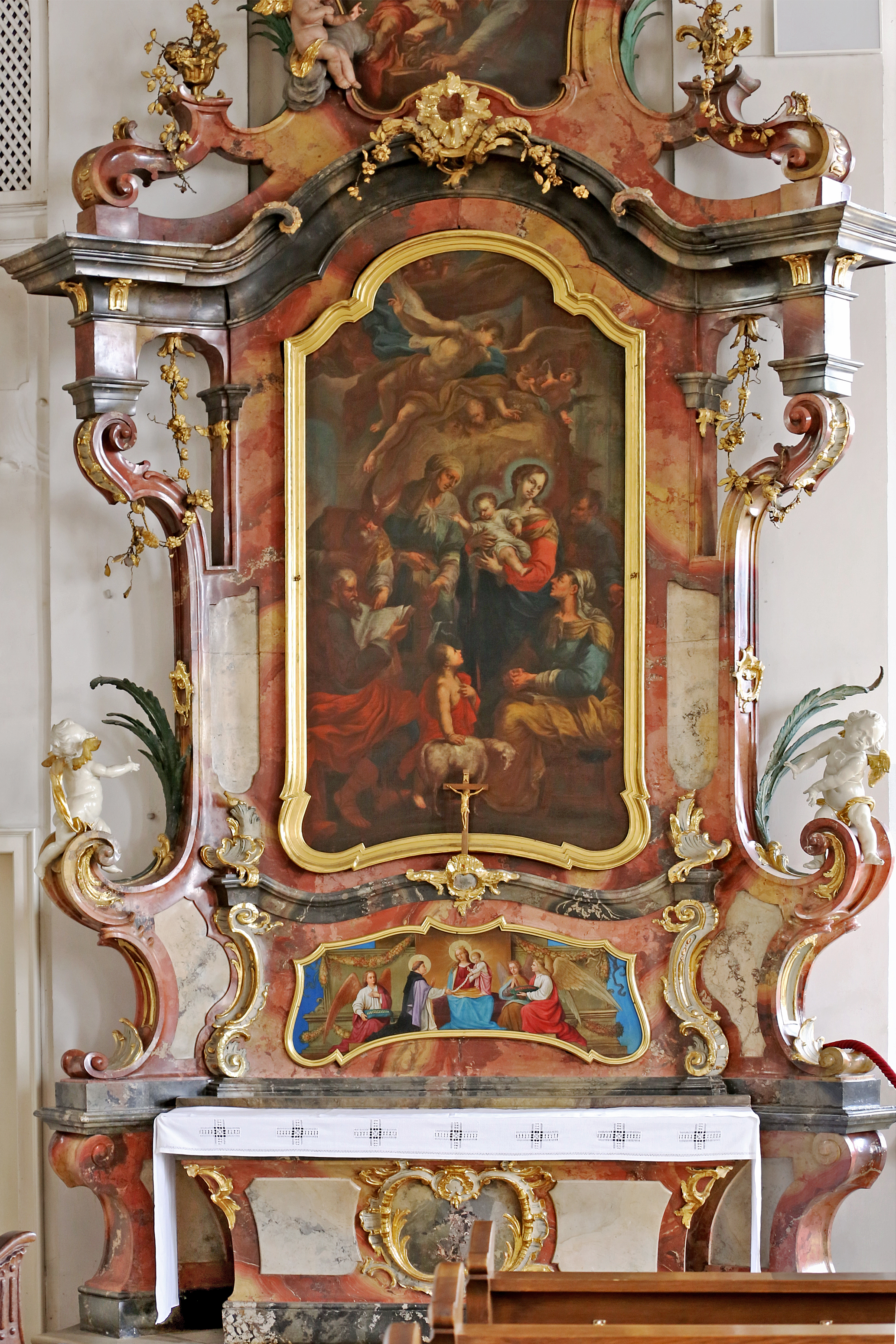
Ołtarz boczny
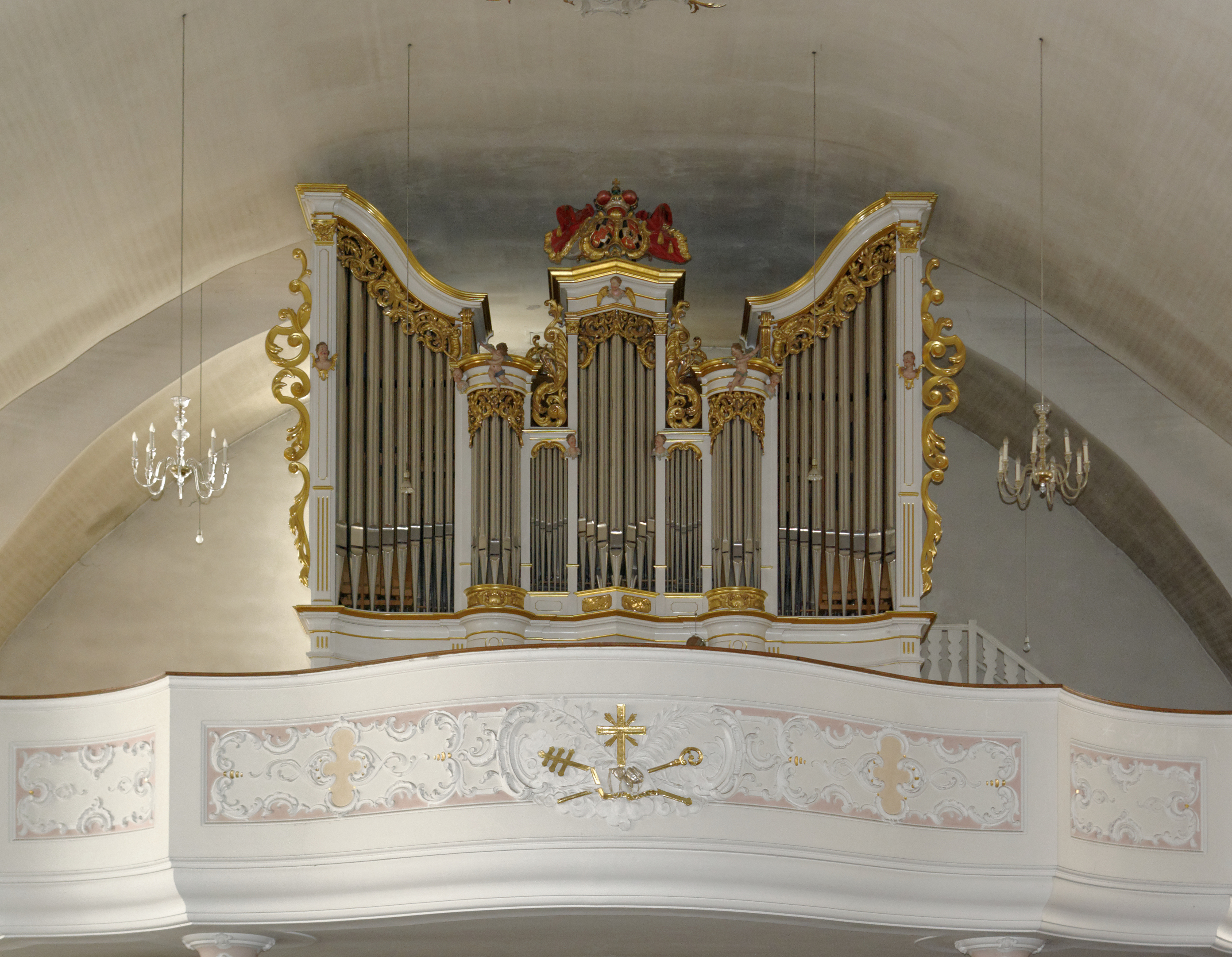
Organy